# Provinzialverband der Provinz Westfalen
Der Provinzialverband der Provinz Westfalen war ein kommunaler Provinzialverband für die preußische Provinz Westfalen. Seine Selbstverwaltungsbefugnisse gründeten sich in der Provinzialordnung vom 1. August 1886.
Seine Aufgaben waren unter anderem Landarmenwesen, Fürsorgeanstalten für Blinde, Taubstumme und Geisteskranke, Bau und Unterhaltung der Staatsstraßen, Förderung von Kunst und Wissenschaft sowie des Bibliothekswesens und Unterhaltung von Denkmälern.
Seine Organe waren der Provinziallandtag, der Provinzialausschuss und der Landesdirektor (seit 1889 Landeshauptmann).
Im Jahre 1933 wurde er gleichgeschaltet. Die britische Militärregierung bestätigte ihn am 6. Juni 1945. Mit der Verordnung Nr. 46 vom 23. August 1946 ging die Provinz Westfalen im Land Nordrhein-Westfalen auf.
Mit geringeren Kompetenzen setzte ab dem 1. Oktober 1953 der Landschaftsverband Westfalen-Lippe die Aufgaben fort.

## Landeshauptleute von Westfalen

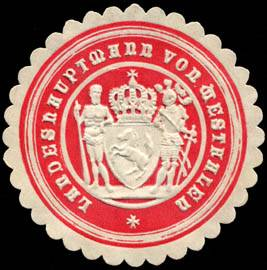
Landeshauptmann von Westfalen – Siegelmarke

| Amtszeit           | Name                                                        |
| ------------------ | ----------------------------------------------------------- |
| 1886 bis 1900      | August Overweg, bis 1889 mit der Bezeichnung Landesdirektor |
| 1900 bis 1905      | Ludwig Holle                                                |
| 1905 bis 1919      | Wilhelm Hammerschmidt                                       |
| 1920 bis 1933      | Franz Dieckmann, Zentrum                                    |
| 1933 bis 1944      | Karl-Friedrich Kolbow, NSDAP                                |
| 1944 kommissarisch | Theodor Fründt, NSDAP                                       |
| 1944 bis 1945      | Hans von Helms, NSDAP                                       |
| 1945 bis 1954      | Bernhard Salzmann                                           |